# بيل كار (ممثل)
بيل كار هو ممثل كندي، ولد في 1967 في كندا.

## وصلات خارجية
- بيل كار على موقع IMDb (الإنجليزية)
- بيل كار على موقع قاعدة بيانات الفيلم (الإنجليزية)